# Рокфеллерський центр
40°45′31″ пн. ш. 73°58′45″ зх. д. / 40.758611111111° пн. ш. 73.979194444444° зх. д.
Рокфеллерський центр (англ. Rockefeller Center) — великий офісний центр в Нью-Йорку, споруджений в мангеттенському Мідтауні в 1930-ті роки на гроші родини Рокфеллерів. Був названий на честь Джона Девісона Рокфеллера-молодшого. Найвідомішими є 14 висотних будівель з оздобленням у стилі ар-деко. Тут знаходяться штаб-квартири різних корпорацій та найбільший за прибутковістю аукціонний дім «Крістіс». 1989 року Рокфеллерський центр викупила у Рокфеллерів японська група компаній Mitsubishi.
1987 року Рокфеллерський центр одержав статус національної історичної пам'ятки США.

## Будівлі Рокфеллерського центру
- One Rockefeller Plaza — (130000 м²) — спочатку називався Time-Life Building, оскільки першим його орендарем була видавнича компанія Time Inc., видавець журналів Time та Life.
- 10 Rockefeller Plaza — (26000 м²) — спочатку називався Eastern Airlines Building
- 30 Rockefeller Plaza GE Building — (261000 м²) — спочатку називався Radio Corporation of America та RCA West Buildings
- 50 Rockefeller Plaza — Bank of America Building — (26000 м²) — спочатку називався Associated Press Building
- 1230 Avenue of the Americas — Simon & Schuster Building — (63500 м²) — спочатку називався U.S. Rubber/Uniroyal
- 1260 Avenue of the Americas — Radio City Music Hall
- 1270 Avenue of the Americas — (47500 м²) — спочатку називався RKO Building, потім — American metal Climax (AMAX)Building
- 600 Fifth Avenue — (37000 м²) — спочатку називався Sinclair Oil Building
- 610 Fifth Avenue — (12000 м²) — La Maison Française
- 620 Fifth Avenue — (12000 м²) — British Empire Building
- 626 Fifth Avenue — (11000 м²) — Palazzo d'Italia
- 630 Fifth Avenue — (108000 м²) — International Building
- 636 Fifth Avenue — (11000 м²) — International Building North
- 745 Seventh Avenue — Lehman Brothers Building
- 1221 Avenue of the Americas — McGraw-Hill Building
- 1211 Avenue of the Americas — спочатку називався Celanese Building. Часом його називають News Corp Building
- 1251 Avenue of the Americas — спочатку називався Standard Oil [NJ] / Exxon Building
- 1271 Avenue of the Americas — Time-Life Building

## Рокфеллер Плаза

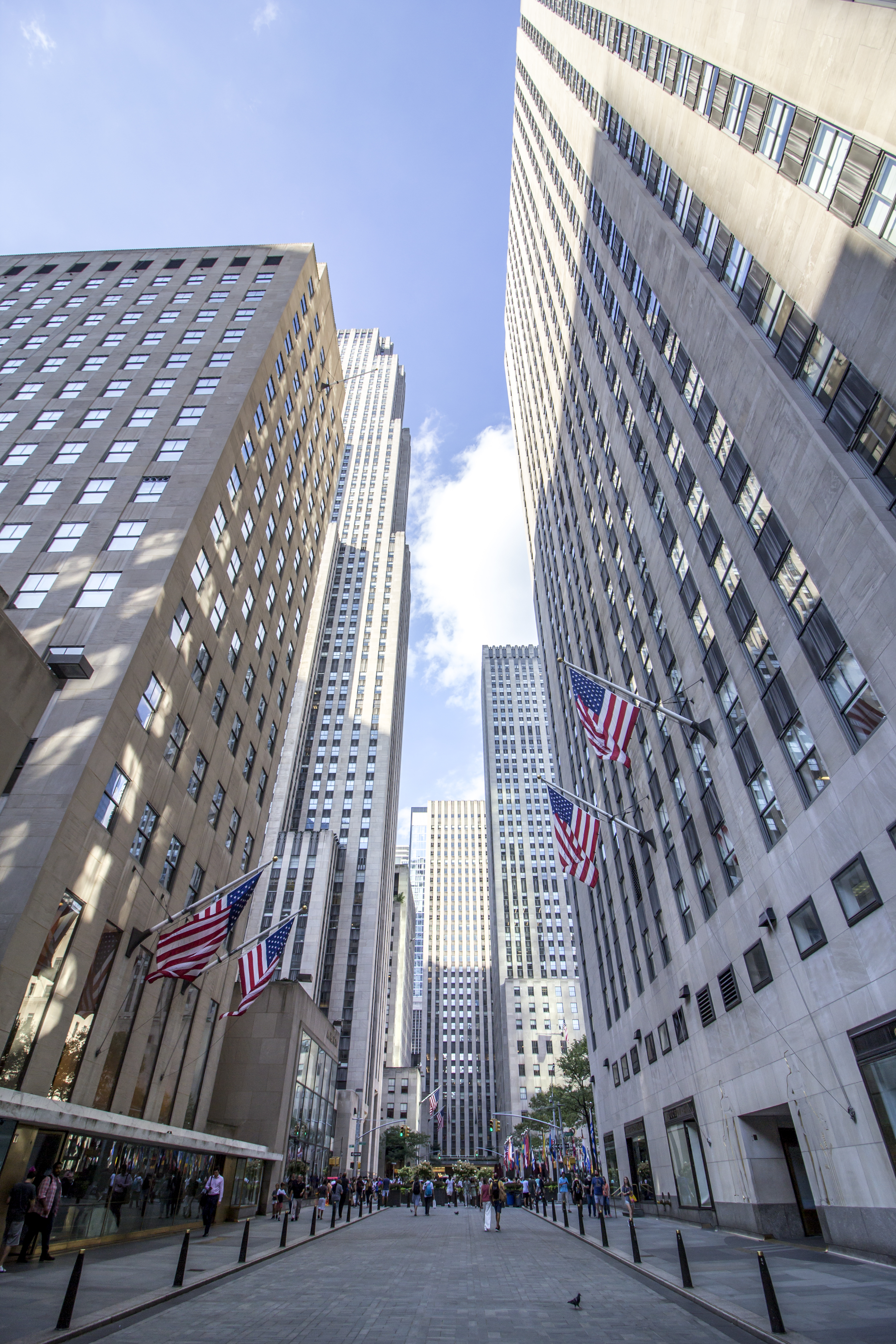
Рокфеллер Плаза

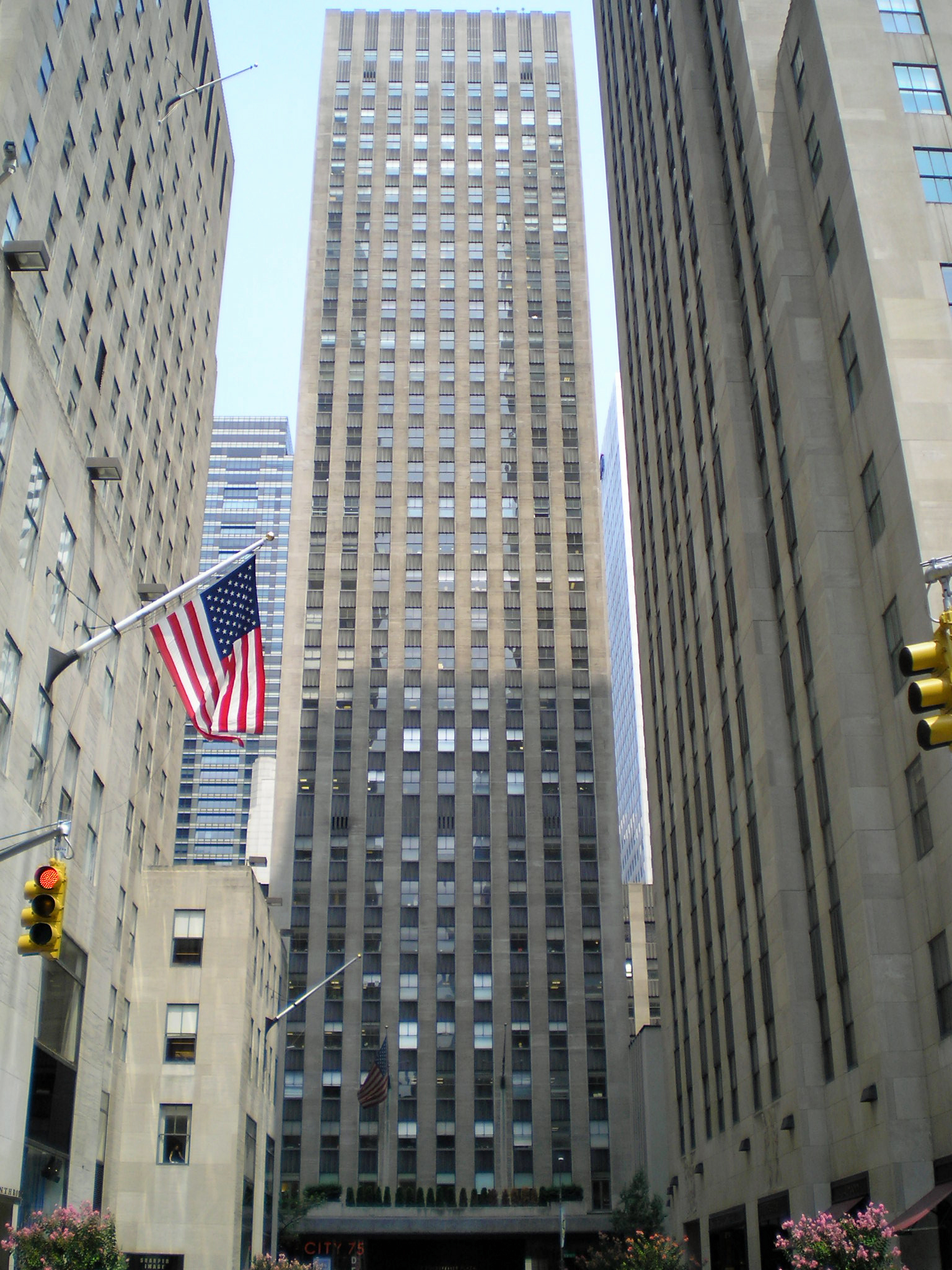
75 Рокфеллер Плаза

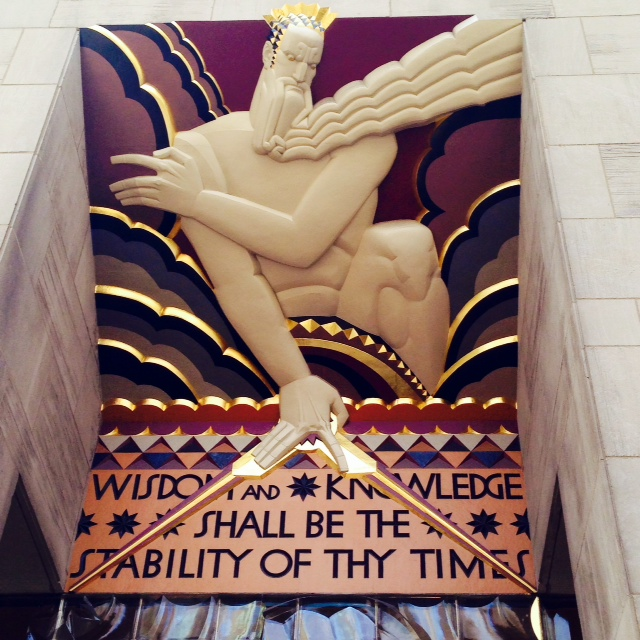
Цитата з Ісаї

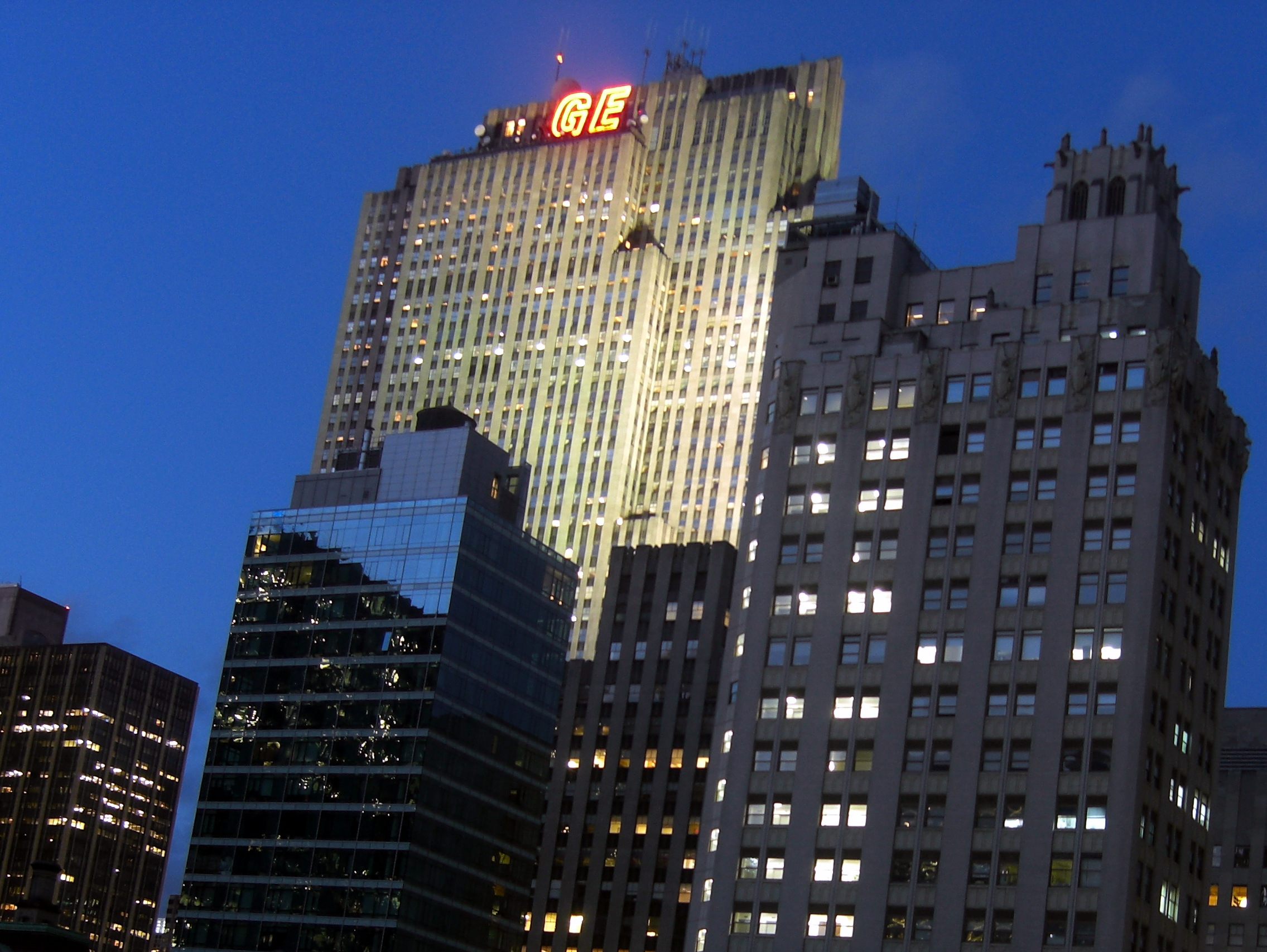
30 Rockefeller Center — вид з 5-ї авеню та 46-ї вулиці

Рокфеллер Плаза (англ. Rockefeller Plaza) — це пішохідна вулиця, що проходить через комплекс, паралельно П'ятій і Шостій авеню. Ця вулиця також була частиною початкових планів Метрополітен-опери, і Бенджамін Морріс спочатку планував, щоб дорога простягалася від 42-ї до 59-ї вулиць. Було побудовано лише ділянку довжиною 720 футів (220 м) між 48-ю та 51-ю вулицями, і дорога була повністю відкрита до 1937 року. У 1933 році дорога отримала назву «Площа Рокфеллера», незважаючи на можливу плутанину з Нижньою площею, оскільки вважалося, що «Площа» в назві дороги підкреслить її «просторову єдність» з Нижньою площею та Channel Gardens. Початковий намір будівництва вулиці полягав у тому, щоб покращити торговельний район П’ятої авеню на її сході, але цього так і не відбулося, і Рокфеллер Плаза тепер в основному служить як пішохідний пасаж, який з’єднує всі окремі компоненти Рокфеллер-центру.

## Новорічні святкування
На кожне Різдво у Рокфеллерському центрі встановлюється головна ялинка міста. Церемонію першого запалювання вогнів на ялинці транслює телеканал NBC.